# Johann Gottfried von Cocceji
Johann Gottfried von Cocceji (* 1673 in Heidelberg; † 18. Dezember 1738) war ein deutscher Verwaltungsjurist im Königreich Preußen.

## Herkunft und Leben
Coccejis Vater war Heinrich von Cocceji, Professor an der Ruprecht-Karls-Universität Heidelberg, der Universität Utrecht und der Brandenburgischen Universität Frankfurt. Die Mutter war dessen Ehefrau Marie Salome Hugwart († 1720).
Der bei Roermond gefallene pfälzische Oberstleutnant Friedrich Heinrich von Cocceji (1676–1703) und der preußische Kammergerichtspräsident und Großkanzler Samuel von Cocceji (1679–1755) waren seine Brüder.
Bei der bisher in die Familienfiliation nicht eingebundene zu Dubrauke grundgesessenen Branche kann es ggf. sich um Coccejis Sohn und Enkel handeln.
Cocceji disputierte gemeinsam mit seinem Bruder Samuel 1699 in Frankfurt (Oder) öffentlich unter dem Präsidium seines Vaters. Der Titel der gemeinsamen Disputation war De Testamentis Principum. Cocceji war am 20. Dezember 1702 Regierungsrat in Magdeburg, avancierte 1718 zum Geheimen Rat und bekleidete schließlich seit 6. Januar 1734 die Stellung des Regierungspräsidenten in Magdeburg.